# Вівіан Макграт
Вівіан Макграт (англ. Vivian McGrath; 17 лютого 1916 — 9 квітня 1978) — колишній австралійський тенісист.
Найвищу одиночну позицію світового рейтингу — 8 місце досяг 1935 року (за даними А. Волліса Маєрса).
Перемагав на турнірах Великого шолома в одиночному та парному розрядах.
Завершив кар'єру 1950 року.

## Фінали турнірів Великого шолома

### Одиночний розряд: (1 перемога)
| Результат | Рік  | Турнір              | Покриття | Суперник     | Рахунок                 |
| --------- | ---- | ------------------- | -------- | ------------ | ----------------------- |
| Перемога  | 1937 | Чемпіонат Австралії | Трава    | Джон Бромвіч | 6–3, 1–6, 6–0, 2–6, 6–1 |

### Парний розряд: (1–5)
| Результат | Рік  | Турнір              | Покриття | Партнер                  | Суперники                             | Рахунок                  |
| --------- | ---- | ------------------- | -------- | ------------------------ | ------------------------------------- | ------------------------ |
| Поразка   | 1933 | Чемпіонат Франції   | Ґрунт    | Адріан Квіст             | Пет Г'юз Фред Перрі                   | 2–6, 4–6, 6–2, 5–7       |
| Поразка   | 1934 | Чемпіонат Франції   | Ґрунт    | Джек Кроуфорд (тенісист) | Жан Боротра Жак Брюньйон              | 9–11, 3–6, 6–2, 6–4, 7–9 |
| Перемога  | 1935 | Чемпіонат Австралії | Трава    | Джек Кроуфорд (тенісист) | Патрік Гюз Фред Перрі                 | 6–4, 8–6, 6–2            |
| Поразка   | 1935 | Чемпіонат Франції   | Ґрунт    | Дон Тернбулл             | Джек Кроуфорд (тенісист) Адріан Квіст | 1–6, 4–6, 2–6            |
| Поразка   | 1936 | Чемпіонат Австралії | Трава    | Джек Кроуфорд (тенісист) | Адріан Квіст Дон Тернбулл             | 8–6, 2–6, 1–6, 6–3, 2–6  |
| Поразка   | 1940 | Чемпіонат Австралії | Трава    | Джек Кроуфорд (тенісист) | Джон Бромвіч Адріан Квіст             | 3–5, 5–7, 1–6            |